# منصور اوجی
منصور اوجی (۹ آذر ۱۳۱۶ – ۱۸ اردیبهشت ۱۴۰۰) شاعر معاصر ایرانی بود. از وطن: ۱۶۲ شعر در ستایش شیراز، باغ و جهان مردگان، حیرانی‌ها، حرفی برای گفتن، دفتر گمشده، باغ شب، خواب درخت و تنهایی زمین، شهر خسته، این سوسن است که می‌خواند، مرغ سحر، صدای همیشه، شعرهایی به کوتاهی عمر، حالی است مرا، دفتر میوه‌ها، کتاب کلمات، دفتر شاعری و کوتاه مثل آه از جمله مجموعه اشعار منتشر شده اوجی است.
او دارای نشان درجه یک هنری در حوزه ادبیات بود.

## زندگی
۹ آذر ۱۳۱۶ در شیراز متولد شد. در رشته فلسفه از دانشگاه تهران موفق به کسب مدرک لیسانس شد و پس از آن در رشته علوم تربیتی از دانش‌سرای عالی تهران مدرک فوق لیسانس را کسب کرد. پس از آنکه به زادگاهش بازگشت، بار دیگر به دانشگاه پهلوی (دانشگاه شیراز) رفت و مدرک لیسانس زبان و ادبیات انگلیسی را نیز کسب کرد. او پس از سال‌ها تدریس، تصمیم گرفت که تدریس را رها کند و زمان بیشتری را به شعر گفتن اختصاص دهد.

در گفتگویی عنوان کرده بود: 
«شاعر باید اثر انگشت و امضا داشته باشد و شاعران امروز به دلیل نداشتن این ویژگی، همه شبیه به هم شده‌اند. در هشتاد سال عمرم سعی کردم خودم و زندگی‌ام را بنویسم و هیچ‌وقت دوست نداشتم شبیه کسی باشم.»
 به واسطه تألیف بیش از ۲۵ کتاب شعر، دو کتاب در حوزه ترجمه و سه کتاب در حوزه تحقیق و پژوهش، در سال ۱۳۹۶ نشان درجه یک هنری وزارت فرهنگ و ارشاد اسلامی به اوجی تعلق گرفت.

## درگذشت
اوجی حدود یک سال پیش از مرگ بر اثر شکستگی یکی از دنده‌ها و پس از بهبود نسبی، به‌خاطر عارضه کبدی، در خانه تحت مراقبت و پرستاری قرار گرفت.
شامگاه شنبه ۱۸ اردیبهشت ۱۴۰۰، در سن ۸۳ سالگی در منزل خود در شیراز، بر اثر بیماری کبدی درگذشت.

## کتابشناسی
علاوه‌بر سرودن شعر، منصور اوجی تألیفات دیگری نیز دارد. از این جمله کتاب در روشنای صبح که در ۱۳۷۰ منتشر شد و مجموعه‌ای از اشعار برگزیده از یازده تن از شاعران معاصر فارس است.
کتاب یکصد و ده نامه از دو سیمین: نامه‌های سیمین دانشور و سیمین بهبهانی به منصور اوجی از این شاعر منتشر شده است. آخرین کتاب منصور اوجی یک عمر شاعری نام دارد که در سال ۱۳۹۷ منتشر شد و گزیده‌ای از میان حدود دو هزار شعر و ۲۵ کتاب پیش‌تر منتشر شدهٔ وی است.
از منصور اوجی مجوعه شعرهای زیر منتشر شده است:
- باغ شب (۱۳۴۴)
- خواب درخت و تنهایی زمین (۱۳۴۴)
- شهر خسته (۱۳۴۶)
- برگزیده اشعار (۱۳۴۹)
- این سوسن است که می‌خواند (۱۳۴۹)
- مرغ سحر (۱۳۵۶)
- صدای همیشه (۱۳۵۷)
- شعرهایی به کوتاهی عمر (۱۳۵۸)
- حالی است مرا (۱۳۶۸)
- کوتاه مثل آه (۱۳۶۸)
- خوشا تولد و پرواز (؟)
- شعرهای مصری (عاشقانه‌ها) (۱۳۸۸)
- از وطن (۱۶۲شعر در ستایش شیراز) (۱۳۸۹)/ انتشارات نگاه
- کتاب کلمات (۱۳۹۰)/ انتشارات فصل پنجم
- در چهره غروب (۱۳۹۱)/ انتشارات ثالث
- حیرانی‌ها (۱۳۹۱)/ انتشارات فصل پنجم
- دهان تسلی (۱۳۹۲)/ انتشارات ابتکار نو
- گنجشک‌ها و کلاغ‌ها (۱۳۹۲)/ انتشارات روشن مهر
- دفتر گمشده (۱۳۹۲)/ انتشارات فصل پنجم
- حرفی برای گفتن (۱۳۹۶)/ انتشارات کوله پشتی
- یک عمر شاعری (۱۳۹۷)/ انتشارات کوله پشتی
- گزیده شعر (۱۳۹۹)/ انتشارات کانون پرورش فکری کودکان و نوجوانان
- شاعر لحظه‌ها (۱۳۹۹)/ انتشارات سبزان (فارسی/انگلیسی)

## نمونه اشعار
نمونه شعرهای منصور اوجی:
«در شط کیهانی چه رازی است؟
در پشت / پستوهای آن دستی است در کار؟
کین شاهکار یکه را در کار کرده است؟
این پولکان بی‌شمار
این کهکشان
این بی‌کران را؟»
«با در بسته چه خواهی کار کرد
دست تنها، شب بارانی؟
نه به جیب تو، کلیدی هست
نه به فریاد تو، آوایی
تویی وُ دام چه بایدها.
با در بسته چه خواهی کرد
شب باران، شب ویرانی؟»
بهار
گفتم بهار کو؟
تابوتی در غروب نشانم داد
بر شانه‌های مردان
در شیون زنان
یا لاله‌ای که سرخ و سراسیمه رسته بود
از لای درز آن